# Дидык, Игорь Николаевич
И́горь Никола́евич Ди́дык (укр. Ігор Миколайович Дідик; род. 2 января 1990, СССР) — украинский футболист, защитник.

## Игровая карьера
Футболом начинал заниматься в Первомайске Николаевской области в местной спортивной школе «Украина-Юность». В 2004 году продолжил обучение в СДЮШОР областного центра у тренера Станислава Васильевича Байды.
После завершения обучения в 2007 году стал игроком киевского «Арсенала», где четыре года играл сначала в дублирующем, а затем в молодёжном составе (67 матчей, 1 гол).
18 апреля 2010 года сыграл свой единственный матч в Премьер-лиге. В гостевой игре против «Кривбасса» Дидык вышел в стартовом составе и провёл на поле все 90 минут.
В 2012 году Дидык играл за любительскую команду МФК «Первомайск» в областном чемпионате. В первом матче турнира против николаевской «Энергии» Игорь вышел на замену на 67-й минуте и за десять минут заработал два предупреждения.